# Mardilly
Mardilly – miejscowość i gmina we Francji, w regionie Normandia, w departamencie Orne.
Według danych na rok 1990 gminę zamieszkiwało 135 osób, a gęstość zaludnienia wynosiła 11 osób/km² (wśród 1815 gmin Dolnej Normandii Mardilly plasuje się na 751. miejscu pod względem liczby ludności, natomiast pod względem powierzchni na miejscu 372.).